# Kitangari
Kitangari è una circoscrizione mista (mixed ward) della Tanzania situata nel distretto di Newala, regione di Mtwara. Conta una popolazione di 11 391 abitanti (censimento 2012).